# Keppel Archibald Cameron Creswell
Sir Keppel Archibald Cameron Creswell, meist K. A. C. Creswell, (* 13. September 1879 in London; † 8. April 1974 ebenda) war ein britischer Architekturhistoriker. Er widmete sich schwerpunktmäßig der Erforschung der islamischen Architektur im Nahen Osten.

## Leben
Creswell stammte aus gutbürgerlichen Londoner Verhältnissen. Sein Vater Keppel Creswell war bei Lloyds angestellt. Seine Mutter Margaret war die Tochter eines Anwalts aus Mittelengland. Creswell besuchte die Westminster School in London und studierte ab 1896 Elektrotechnik am City and Guilds of London Institute. Nach dem Studium war Creswell zunächst für Siemens Brothers tätig und wechselte 1914 zur Deutschen Bank ebenfalls in London.
Früh begann sich Creswell für islamische Architektur zu interessieren. Ab 1910 fing er an, islamische Bauwerke zu zeichnen und legte eine Privatbibliothek an, die zu einer der bedeutendsten Büchersammlungen zur islamischen Architektur wurde.
Während des Ersten Weltkriegs war Creswell als Versorgungsoffizier beim Royal Flying Corps und wurde später in Ägypten stationiert. Nach Ende des Krieges blieb Creswell zunächst im Dienst des britischen Militärs und wurde Inspektor für Baudenkmäler unter dem Hochkommissar Edmund Allenby im Sultanat Ägypten. Im Rahmen dieser Tätigkeit bereiste er das Land und fertigte Zeichnungen und Fotografien von ägyptischen Baudenkmälern an.
1920 entwickelte Creswell das Vorhaben die Geschichte der muslimischen Architektur Ägyptens aufzuzeichnen. König Fu'ād I. von Ägypten erkannte die Bedeutung der Arbeit Creswells und stellte dafür 800 Ägyptische Pfund zur Verfügung. Creswell kehrte daraufhin nach England zurück um den Dienst zu quittieren. Im Oktober 1920 nahm er seine Arbeit in Ägypten im Dienst von König Fu'ād I. auf. Aus dieser Tätigkeit entstand ein 4-bändiges Corpuswerk. 1931 erhielt Creswell einen Lehrauftrag an der Universität Kairo und wurde Professor für Islamische Kunst und Architektur. Als solcher schuf er ein zweibändiges Standardwerk. Diese Stellung behielt er bis 1951 bei. 1956 wurde er als Professor an die Amerikanische Universität von Kairo berufen. Neben dieser Tätigkeit war Creswell von 1949 bis 1967 Kurator am Palestine Archaeological Museum in Jerusalem. Nach seinem Tod hinterließ er seine Büchersammlung, bestehend aus über 3000 themenbezogenen Bänden, der Amerikanischen Universität von Kairo.

## Auszeichnungen und Ehrungen
- 1919 Member des Order of the British Empire (MBE)
- 1947 Mitglied (Fellow) der British Academy (FBA)
- 1955 Commander des Order of the British Empire (CBE)
- 1970 wurde er von Königin Elisabeth II. geadelt (Sir)